# Pirámide de Dyedkara-Isesi
La pirámide del faraón Dyedkara-Isesi fue construida al sur de Saqqara durante la quinta dinastía de Egipto. La traducción de su nombre en egipcio antiguo es Hermoso es Dyedkara. La pirámide fue la primera que se construyó al sur de la necrópolis principal de Saqqara, y los lugareños se refieren a ella como El-Shawaf (en árabe: اَلــشَّــوَّاف‎, romanizado: Ash-Shawwāf, "El centinela").

## Construcción
El complejo incluye la pirámide principal, una pirámide satélite o de culto y otra pirámide asociada que perteneció a una consorte desconocida, y que por lo tanto se conoció como La pirámide de la reina desconocida hasta que en 2019 se descubrió en una columna del complejo el nombre de la reina Setibhor.
El núcleo de la pirámide estaba compuesto por seis niveles de bloques de piedra caliza de forma irregular. Su longitud original era de aproximadamente 52 metros, con un ángulo de inclinación de 52 grados y una longitud de base de 78,75 metros.
Pese a las medidas de seguridad y a sus pasillos reforzados con tres bloques, los saqueadores fueron capaces de penetrar en la cámara funeraria.

## Excavaciones modernas
Gaston Maspero fue el primero en explorar la pirámide, en el año 1880. En la década de 1940, Abdel Sadam Hussein excavó el sitio, pero su trabajo nunca fue publicado.
En la entrada de la cámara funeraria se descubrió un maltrecho sarcófago de basalto gris oscuro, y entre los escombros se encontró una momia que, según las estimaciones, correspondía a un hombre de cincuenta años. Este descubrimiento indica que Dyedkara-Isesi debió haber sido muy joven cuando ascendió al trono, ya que gobernó durante más de treinta y dos años.

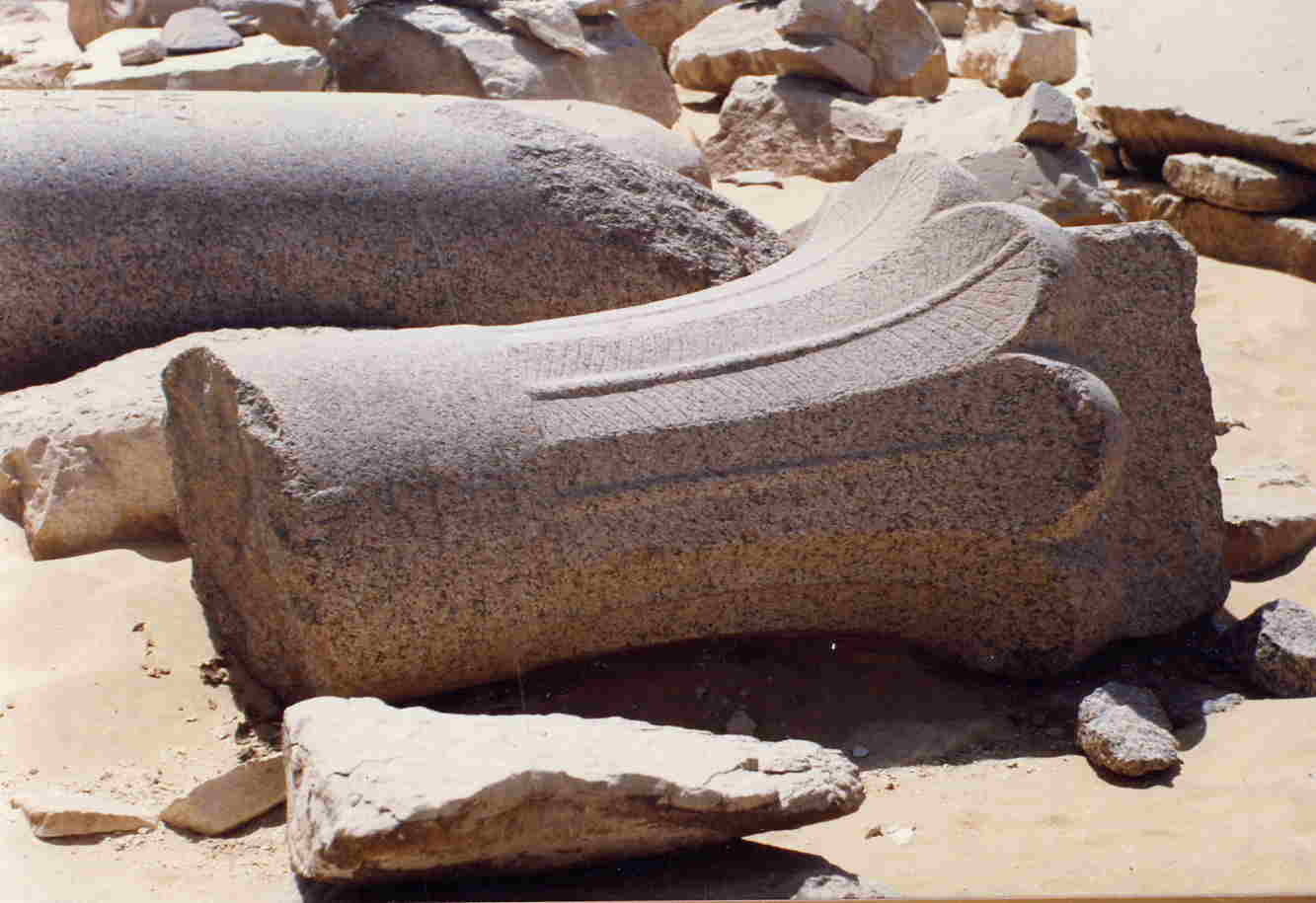
Columna palmiforme del complejo piramidal
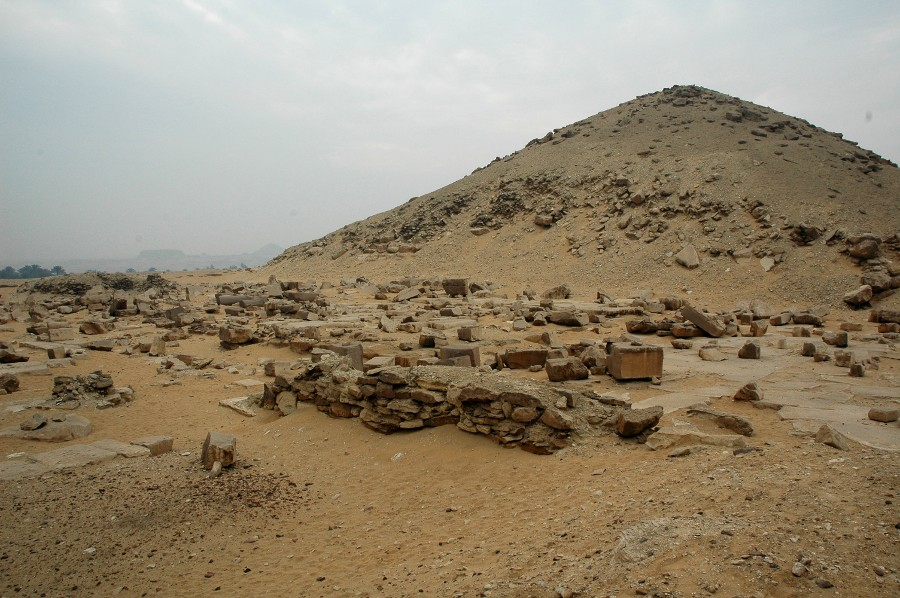
La Pirámide de Djedkare-Isesi y el Templo Mortuorio al este